# Ottmar Walter
Ottmar Kurt Herrmann Walter (6. březen 1924, Kaiserslautern – 16. červen 2013, Kaiserslautern) byl německý fotbalista, který reprezentoval Německou spolkovou republiku. Nastupoval především na postu útočníka. Byl bratrem fotbalisty Fritze Waltera.
S německou reprezentací se stal mistrem světa roku 1954, na vítězném šampionátu odehrál pět utkání ze šesti. K titulu přispěl zásadním způsobem, když na turnaji vstřelil čtyři góly, jeden Turecku v základní skupině (Němci zvítězili 4:1), druhý opět Turecku, v dodatečném zápase, který rozhodoval o postupujícím ze skupiny (přispěl tím k vítězství 7:2) a dva góly pak v semifinálovém zápase proti Rakousku, v němž Němci nakonec drtivě zvítězili 6:1. V národním týmu působil v letech 1952–1958, za tu dobu v něm odehrál 21 utkání, v nichž vstřelil 10 branek.
V letech 1941–1942 a 1946–1956 působil v klubu 1. FC Kaiserslautern. Dvakrát s ním vyhrál německé mistrovství (1951, 1953).